# Guzmania sprucei
Guzmania sprucei är en gräsväxtart som först beskrevs av Éduard-François André, och fick sitt nu gällande namn av Lyman Bradford Smith. Guzmania sprucei ingår i släktet Guzmania och familjen Bromeliaceae. Inga underarter finns listade i Catalogue of Life.